# Branscombe Richmond
Branscombe Richmond (Los Angeles, 8 agosto 1955) è un attore e stuntman statunitense.

## Biografia
Figlio di Leo C. Richmond, attore e stuntman originario di Tahiti (recitò con Marlon Brando ne Gli ammutinati del Bounty), ha origini francesi, tahitiane, inglesi, hawaiiane, spagnole e Aleuti.
Tra i suoi ruoli più importanti quello di Klingon nel film Star Trek III: Alla ricerca di Spock e il cacciatore di taglie Bobby Sixkiller nella serie televisiva Renegade.
È il portavoce nazionale della Indian Motorcycles; è anche cantante in un gruppo chiamato "The Renegade Posse".

## Filmografia parziale

### Cinema
- Gli ammutinati del Bounty (Mutiny on the Bounty), regia di Lewis Milestone (1962) - non accreditato
- Panico nello stadio (Two Minute Warning), regia di Larry Peerce (1976) - non accreditato
- Rollercoaster - Il grande brivido (Rollercoaster), regia di James Goldstone (1977) - non accreditato
- MacArthur il generale ribelle (MacArthur), regia di Joseph Sargent (1977) - non accreditato
- Ridere per ridere (The Kentucky Fried Movie), regia di John Landis (1977)
- The Chicken Chronicles, regia di Frank Simon (1977)
- Kill the Golden Goose, regia di Elliott Hong (1979)
- Basket Music (The Fish That Saved Pittsburgh), regia di Gilbert Moses (1979)
- Difficile caso per il tenente Long (1984)
- Star Trek III - Alla ricerca di Spock (Star Trek III: The Search for Spock), regia di Leonard Nimoy (1984)
- La corsa più pazza d'America n. 2 (Cannonball Run II), regia di Hal Needham (1984) - non accreditato
- Commando, regia di Mark L. Lester (1985)
- Mai troppo giovane per morire (Never Too Young to Die), regia di Gil Bettman (1986)
- Il tempio di fuoco (Firewalker), regia di J. Lee Thompson (1986)
- Fuga senza scampo (No Place to Hide), regia di Robert Allen Schnitzer (1987)
- Best Seller, regia di John Flynn (1987)
- L'alieno (The Hidden), regia di Jack Sholder (1987)
- Action Jackson, regia di Craig R. Baxley (1988)
- Le nuove avventure di Pippi Calzelunghe (The New Adventures of Pippi Longstocking), regia di Ken Annakin (1988)
- Un eroe per il terrore (Hero and the Terror), regia di William Tannen (1988)
- 007 - Vendetta privata (Licence to Kill), regia di John Glen (1989) - non accreditato
- L.A. Bounty, regia di Worth Keeter (1989)
- Sbarre d'acciaio (Cage), regia di Lang Elliott (1989)
- Un poliziotto alle elementari (Kindergarten Cop), regia di Ivan Reitman (1990)
- Duro da uccidere (Hard to Kill), regia di Bruce Malmuth (1990)
- Arma perfetta (The Perfect Weapon), regia di Mark DiSalle (1991)
- L'auto più pazza del mondo (Driving Me Crazy), regia di Jon Turteltaub (1991)
- Resa dei conti a Little Tokyo (Showdown in Little Tokyo), regia di Mark L. Lester (1991) - non accreditato
- Harley Davidson & Marlboro Man (Harley Davidson and the Marlboro Man), regia di Simon Wincer (1991)
- Rapina del secolo a Beverly Hills (The Taking of Beverly Hills), regia di Sidney J. Furie (1991)
- La tenera canaglia (Curly Sue), regia di John Hughes (1991)
- Grand Canyon - Il cuore della città (Grand Canyon), regia di Lawrence Kasdan (1991)
- Air Force - Aquile d'acciaio (Aces: Iron Eagle III), regia di John Glen (1992)
- Batman - Il ritorno (Batman Returns), regia di Tim Burton (1992)
- Cristoforo Colombo - La scoperta (Christopher Columbus: The Discovery), regia di John Glen (1992)
- Uno sporco affare di droga (Inside Edge), regia di Warren Clarke e William Tannen (1992)
- Cyborg - La vendetta (Nemesis), regia di Albert Pyun (1992)
- Sweet Justice - 5 donne per una vendetta, regia di Allen Plone (1992)
- Trafficanti di morte (Sunset Grill), regia di Kevin Connor (1993)
- Gli occhi della vendetta (DaVinci's War), regia di Raymond Martino (1993)
- Nome in codice: Alexa 2 (CIA II: Target Alexa), regia di Lorenzo Lamas (1993)
- Hard Vice, regia di Joey Travolta (1994)
- To the Limit, regia di Rayomond Martino (1995)
- Il Re Scorpione (The Scorpion King), regia di Chuck Russell (2002)
- Black Cloud, regia di Ricky Schroder (2004)
- Angels with Angels, regia di Scott Edmund Lane (2005)
- Non mi scaricare (Forgetting Sarah Marshall), regia di Jason Segel (2008)
- Taken by Force (2010)
- Mia moglie per finta (Just Go with It), regia di Dennis Dugan (2011)
- Soul Surfer, regia di Sean McNamara (2011)
- Viaggio nell'isola misteriosa (Journey 2: The Mysterious Island), regia di Brad Peyton (2012)
- Mike & Dave - Un matrimonio da sballo (Mike and Dave Need Wedding Dates), regia di Jake Szymanski (2016)
- Sotto assedio (Disturbing the Peace), regia di York Alec Shackleton (2020)
- The Unhealer - Il potere del male (The Unhealer), regia di Martin Guigui (2020)
- Alla scoperta di 'Ohana (Finding 'Ohana), regia di Jude Weng (2021)
- Lena e Snowball, regia di Brian Herzlinger (2021)
- Maneater,  regia di Justin Lee (2022)
- Paradise City, regia di Chuck Russell (2022)

### Televisione
- Lanigan's Rabbi – serie TV, 1 episodio (1976)
- L'uomo da sei milioni di dollari (The Six Million Dollar Man) - serie TV, 2 episodi (1976-1977)
- Squadra emergenza (Emergency! o Emergency One!) - serie TV, episodio 3x23 (1977)
- Deathmoon - film TV, regia di Bruce Kessler (1978)
- La donna bionica (The Bionic Woman) - serie TV, episodio 3x13 (1978)
- Vacanze alle Hawaii (Three on a Date), regia di Bill Bixby - film TV (1978)
- Agenzia Rockford (The Rockford Files) – serie TV, episodio 6x01 (1979)
- Boomer cane intelligente (Here's Boomer) - serie TV, 1 episodio (1980)
- Cuore e batticuore (Hart to Hart) - serie TV, episodio 1x17 (1980)
- Magnum, P.I. - serie TV, 5 episodi (1980-1987)
- Vega$ - serie TV, 2 episodi (1980)
- Waikiki – film TV, regia di Ron Satlof (1980)
- Charlie's Angels – serie TV, episodio 5x07 (1981)
- La donna indiana (The Legend of Walks Far Woman), regia di Mel Damski – film TV (1982)
- Falcon Crest – serie TV, episodio 3x09 (1983)
- I predatori dell'idolo d'oro (Tales of the Gold Monkey) - serie TV, 1 episodio (1983)
- Automan – serie TV, episodio 1x04 (1984)
- Il guerriero Hanta Yo (The Mystic Warrior), regia di Richard T. Heffron – film TV (1984)
- Lottery! - serie TV, 1 episodio (1984)
- Matt Houston – serie TV, episodio 3x09(1984)
- Mike Hammer investigatore privato (Mickey Spillane's Mike Hammer) – serie TV, episodio 2x05 (1984)
- Poliziotti alle Hawaii (Hawaiian Heat) – serie TV, 10 episodi (1984)
- Riptide – serie TV, 3 episodi (1984-1985)
- Vicini troppo vicini (Too Close for Comfort) – serie TV, episodio 4x16 (1984)
- Airwolf - serie TV, 2 episodi (1985)
- A-Team (The A-Team) – serie TV, 2 episodi (1985-1986)
- Cover Up - serie TV, 1 episodio (1985)
- MacGyver - serie TV, 2 episodi (1985-1988)
- Misfits (Misfits of Science) - serie TV, 1 episodio (1985-1988)
- Supercar (Knight Rider) – serie TV, 2 episodi (1985-1986)
- Vittime del silenzio (Kids Don't Tell), regia di Sam O'Steen – film TV (1985)
- Crazy Like a Fox – serie TV, episodio 2x17 (1986)
- Heart of the City – serie TV, 13 episodi (1986-1987)
- Hunter - serie TV, 3 episodi (1986-1988)
- Ralph supermaxieroe (The Greatest American Hero) – serie TV, episodio 3x14 (1986)
- Rowdies, regia di Burt Kennedy – film TV (1986)
- T.J. Hooker – serie TV, episodio 5x16 (1986)
- CBS Summer Playhouse – serie TV, episodio 1x08 (1987)
- Due come noi (Jake and the Fatman) – serie TV, 3 episodi (1987-1990)
- Il giustiziere della strada (The Highwayman) - serie TV, 1 episodio (1987)
- Jack, investigatore privato (Private Eye) - serie TV, 1 episodio (1987)
- La bella e la bestia (Beauty and the Beast) - serie TV, episodio 1x03 (1987)
- The New Gidget – serie TV, 1 episodio (1987)
- Troppo forte! (Sledge Hammer!) - serie TV, episodio 2x08 (1987)
- Giudice di notte (Night Court) - serie TV, 2 episodi (1988)
- Houston Knights - Due duri da brivido (Houston Knights) – serie TV, episodio 2x19 (1988)
- Ohara – serie TV, 1 episodio (1988)
- Paradise – serie TV, episodio 1x01 (1988)
- Baywatch - Panico a Malibù (Baywatch: Panic at Malibu Pier), regia di Richard Compton – film TV (1989)
- Dragnet – serie TV, 1x06 (1989)
- Medico alle Hawaii (Island Son) – serie TV, 1 episodio (1989)
- Una famiglia come le altre (Life Goes On) – serie TV, episodio 1x08 (1989)
- Alien Nation - serie TV, 1 episodio (1990)
- El Diablo - film TV, regia di Peter Markle (1990)
- Fuga tra i ghiacci (Snow Kill) – film TV, regia di Thomas J. Wright (1990)
- L.A. Law - Avvocati a Los Angeles (L.A. Law) – serie TV, episodio 5x13 (1991)
- Pros and Cons – serie TV, 1 episodio (1991)
- I moschettieri del 2000 (Ring of the Musketeers) - film TV, regia di John Paragon (1992)
- Raven – serie TV, 1 episodio (1992)
- Renegade – serie TV, 110 episodi (1992-1997)
- Un nemico invisibile (Jericho Fever) - film TV, regia di Sandor Stern (1993)
- Reporter d'assalto (The Corpse Had a Familiar Face) – film TV, regia di Joyce Chopra (1994)
- Hawaii Five-O – film TV, regia di Bradford May (1997)
- An Early Grave – film TV, regia di Mark Pirro e Charles H. Scott (1997)
- Air America – serie TV, 4 episodi (1998)
- Walker Texas Ranger – serie TV, episodio 6x13 (1998)
- Nash Bridges – serie TV, episodio 6x10 (2000) (non accreditato)
- 70th Annual Hollywood Christmas Parade – film TV, regia di Johnny Grant (2001)
- Road to Justice - Il giustiziere (18 Wheels of Justice)  - serie TV, 1 episodio (2001)
- Power Rangers Wild Force – serie TV, episodio 1x21 (2002)
- Touch 'Em All McCall – film TV (2003)
- Tremors - La serie (Tremors) – serie TV, 3 episodi (2003)
- Hawaii – serie TV, 1 episodio (2004)
- Streghe (Charmed) – serie TV, episodio 7x01 (2004)
- Desperate Housewives – serie TV, episodio 2x04 (2005)
- Joey - serie TV, episodio 2x10 (2005)
- Eyes – serie TV, 1 episodio (2007)
- Cutthroat – film TV, regia di Bronwen Hughes (2010)
- Hawaii Five-0 – serie TV, episodio 1x17 (2011)
- Chicago Med – serie TV, 5 episodi (2016-2019)
- Roadies – serie TV, 7 episodi (2016)
- Surf Break Hotel – film TV, regia di Stefan C. Schaefer (2016)
- L'amore in fuga (Runaway Romance) – film TV, regia di Emily Golden (2018)
- Blackwater – serie TV, 1 episodio (2019)
- NCIS: Hawai'i – serie TV, episodio 2x05 (2022)
- The Walls Are Watching – film TV, regia di Brian Herzlinger (2022)

## Doppiatori italiani
Nelle versioni in italiano delle opere in cui ha recitato, Branscombe Richmond è stato doppiato da:
- Diego Reggente in Renegade, Eyes
- Roberto Chevalier in Charlie's Angels
- Nino Prester in Best Seller
- Francesco Pannofino in Le nuove avventure di Pippi Calzelunghe
- Giorgio Lopez in Harley Davidson & Marlboro Man
- Gerolamo Alchieri ne Il Re Scorpione
- Riccardo Lombardo in Tremors - La serie
- Toni Orlandi in Viaggio nell'isola misteriosa
- Domenico Maugeri in Soul Surfer
- Antonio Amoruso in Mike & Dave - Un matrimonio da sballo
- Massimo De Ambrosis in Alla scoperta di 'Ohana
- Paolo Marchese in NCIS: Hawai'i
- Antonio Angrisano in Paradise City